# Paul Joalland
Paul-Jules Joalland (Guadeloupe, 8 novembre 1870 – Lorient, 27 settembre 1940) è stato un ufficiale francese. È noto soprattutto per aver portato a termine la missione Voulet-Chanoine.

## Biografia
Era figlio di un capitano dell'artiglieria navale e studiò al Lycée Dupuy-de-Lôme di Lorient. Fin da giovane fu destinato alla carriera militare.
Nel 1889 prestò servizio nell'artiglieria coloniale (1º reggimento di artiglieria coloniale) e prese parte ai combattimenti contro le Bandiere Nere (in cinese Hei qi jun), soldati irregolari cinesi che operavano in Indocina, in particolare contro i francesi.
Entrò nella scuola di fanteria di Versailles nel 1893, dove si diplomò come sottotenente nel 1894. Tornò a Lorient prima di partire per il Sudan. Fu promosso tenente nel 1896.
Nel 1897, tornò in Francia, ma era impaziente di tornare in Africa. Mentre prestava servizio all'école de pyrotechnie di Tolone, incontrò il capitano Voulet, che godeva di grande reputazione dopo la sua spedizione nel territorio dei mossi, e si offrì di accompagnarlo nella sua prossima spedizione in Africa.
Partecipò quindi alla missione Voulet-Chanoine, comandata dai capitani Voulet e Chanoine. La colonna si trovò presto ad affrontare attacchi incessanti e si lasciò andare a violente rappresaglie. Quando i massacri compiuti dalla colonna divennero noti, il governo francese incaricò il colonnello Jean-François Klobb di trovare e arrestare Voulet e Chanoine sotto arresto. Il colonnello Klobb ed il suo vice, Octave Meynier, raggiunsero i due capitani a Dan Kori il 14 luglio 1899. Voulet rifiutò di obbedire agli ordini di Klobb, lo minacciò e infine lo fece uccidere. Meynier rimase leggermente ferito. Paul Joalland e gli altri ufficiali della missione Voulet-Chanoine decisero di lasciare la colonna e, con Meynier, raggiunsero Nafouta, nell'attuale Niger.
Pochi giorni dopo, Chanoine (il 16 luglio) e Voulet (il 17 luglio) vennero uccisi dai tirailleur senegalesi che si erano ribellati e uniti agli altri ufficiali. Il più anziano degli ufficiali, il tenente Pallier, assistito da Joalland, prese allora il comando della colonna. Conquistarono Zinder e misero in fuga il sarki Ahmadou Kouran Daga. Pallier decise quindi di raggiungere il Sudan francese: affidò quindi a Joalland, assistito da Meynier, il comando della colonna, che prese così il nome di missione Joalland-Meynier. Paul Joalland fu promosso al grado di capitano, con decorrenza dal 2 giugno 1899.
Joalland pacificò il paese, organizzò la guarnigione di Zinder e la affidò al sergente Bouthel. Il 3 ottobre 1899 Joalland, con 165 uomini, partì in direzione del Bornu e raggiunse il lago Ciad il 23 ottobre 1899. La spedizione ripartì il 7 novembre 1899 e, dopo la battaglia di Ngouri, conquistò la capitale del Bornu, che posero sotto il protettorato della Francia. 
Il 18 febbraio 1900 vi fu l'incontro con la missione Gentil e la missione Foureau-Lamy. Il maggiore Lamy prese il comando delle tre colonne e si accampò a Kousséri. Il 22 aprile 1900, si combatté la battaglia di Kousséri, che vide la sconfitta del signore della guerra Rabih al-Zubayr e la vittoria francese. Nella battaglia morirono sia Lamy sia Rabih..
Il capitano Joalland tornò a Zinder, che lasciò l'11 ottobre 1900.
Il 13 marzo 1901 Joalland sbarcò a Marsiglia. Fu nominato cavaliere della Legione d'Onore e fu decorato con la medaglia coloniale con barretta d'oro. Si sposò nel luglio 1901.
Continuò la sua carriera come ufficiale coloniale in Cocincina (1902–1903) e nel Tonchino (1905–1907). Nel 1907 fu promosso chef d'escadron (maggiore dell'artiglieria).
Nel 1914 andò al fronte per dirigere un gruppo di batterie del 29º artiglieria. Fu promosso tenente colonnello nel 1915 e prese parte alle operazioni in Alsazia e sul fronte tra Soissons e Saint-Quentin. Si distinse particolarmente nell'attacco di Seppois, che precedette la prima offensiva di Verdun. Terminò la guerra con il grado di colonnello..
Alla fine del conflitto, tornò nelle colonie e comandò l'artiglieria in Madagascar. Nel 1922 prese il comando della 1º reggimento d'artiglieria coloniale a Lorient, con sede nel quartiere Frébault. Nel 1925, tornò nell'Africa Occidentale Francese.
Si ritirò a Lorient. Il 24 novembre 1929, fu promosso a generale di brigata della riserva.
Morì il 27 settembre 1940 a Lorient durante il primo bombardamento della città da parte della RAF. Il 1º agosto 1941 la Traverse du Polygone di Lorient fu ribattezzata Rue du Général Joalland.

### Fonti dirette
- (FR) Émile Gentil, La chute de l'empire de Rabah, Parigi, Hachette, 1902.
- (FR) Paul Joalland, Le Drame de Dankori, Parigi, Nouvelles Éditions Argo (NEA), 1930.
- (FR) Octave Meynier, Mission Joalland-Meynier, Parigi, Éditions de l'Empire français, 1947.

### Studi e saggi
- (FR) Patrick Bollet, Lorient, ses hommes illustres, in Mémoire du pays de Lorient, prefazione di Norbert Métairie, Le Faouët, Liv'Éditions, 2005, ISBN 978-2-84497-071-8.
- (FR) Camille Lefebvre, Des pays au crépuscule, in L'epreuve de l'histoire, parigi, Fayard, 2021, ISBN 978-2-213-71810-1.